# Trichillum arrowi
Trichillum arrowi là một loài bọ cánh cứng trong họ Bọ hung (Scarabaeidae).